# Willem Kettler tot Lage

Wapen Kettler Neu Assen

Willem Kettler tot Lage (1575-1627) heer van Lage, was een zoon van Dirk van Kettler tot Lage (ca. 1549 - 9 april 1599) en Théodora van Bronckhorst-Batenburg (ca. 1553-1610).
Zijn moeder was een oudere zuster van Joost van Bronckhorst-Gronsveld en dochter van Willem van Bronckhorst heer van Batenburg, Gronsveld, Rimburg en Alpen en Agnes van Bylandt.
Tijdens het beleg van Oldenzaal gaf Ernst Casimir van Nassau-Dietz op 16 juli 1626 opdracht aan Casper van Ewsum, heer van Nienoordt, drost van Coevorden en het land Drenthe en zijn regiment de burcht Huis Lage op te blazen. In de burcht waren Wilhelm met zijn familie en ongeveer 200 soldaten in Spaanse dienst. Het geschut werd in stelling gebracht en de Spaanse soldaten moesten het complex verlaten, ze mochten hun vaandelen meenemen en zoveel kogels als ze in hun mond konden dragen. Wilhelm von Ketteler en zijn familie werd toegestaan vijftien karren met bezittingen mee te nemen. De volgende dag trokken de Spanjaarden en de von Kettelers weg. In kazematten onder de burcht was een ruime kruitvoorraad aanwezig die tot ontploffing gebracht werd. Het kasteel werd daardoor verwoest en daarna nooit meer opgebouwd en tegenwoordig staat de ruïne er nog altijd.
Kettler trouwde in 1613 Elisabeth van Bronckhorst-Batenburg (12 augustus 1579-1639). Zij was een dochter van Jacob van Bronckhorst-Batenburg (Anholt) en Geertruida van Myllendonk. Uit zijn huwelijk zijn de volgende kinderen geboren:
- Theodora Geertruida Maria van Kettler erfvrouwe van Lage 1643 (1613-1682)

Wapen van Bronckhorst
Wapen van Jacob van Bronckhorst-Batenburg
Wapen van Bylandt

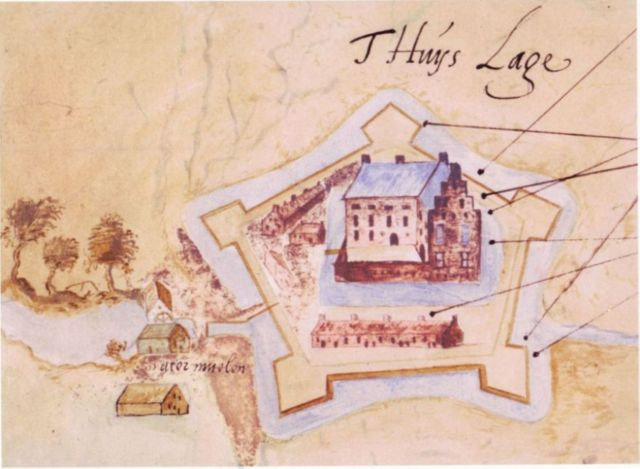
't Huys Lage (1626)
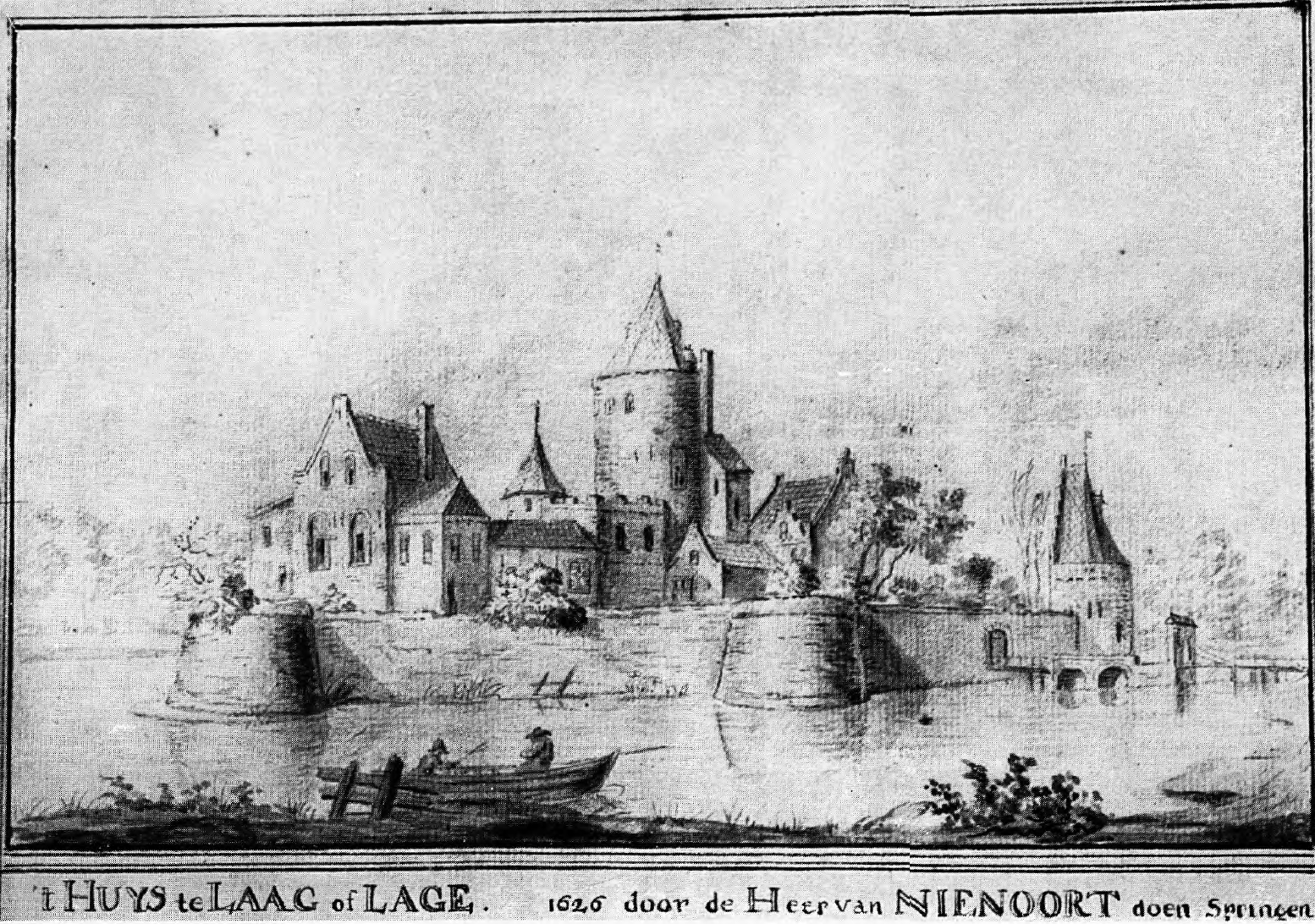
Tekening van Huis te Laag of Lage
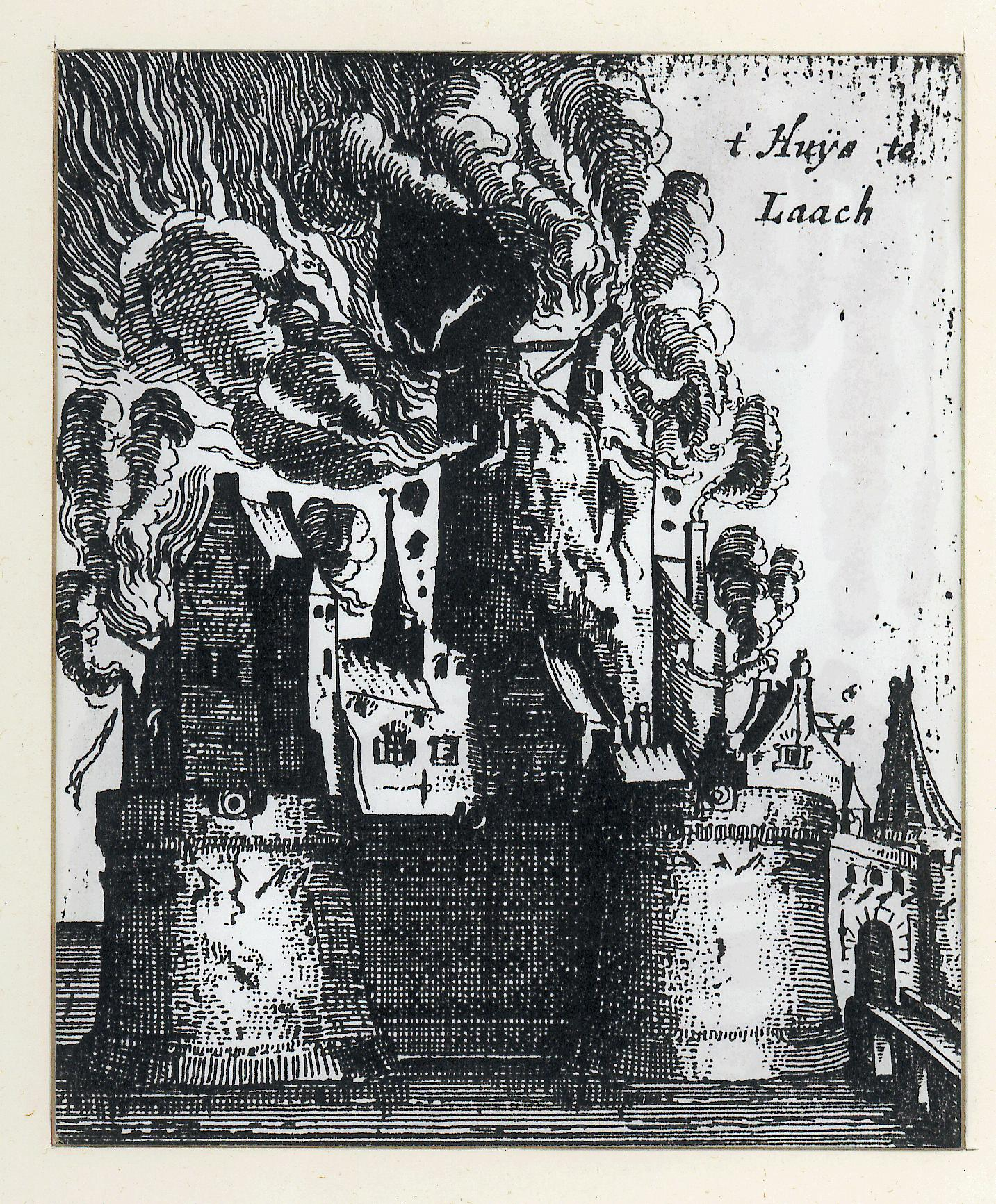
Verwoesting van de burcht Lage